# Tour de France 2007
Il Tour de France 2007, novantaquattresima edizione de La Grande Boucle, prevedeva 20 tappe più il cronoprologo per un totale di 3553,9 km con due giornate di riposo il 16 luglio e il 24 luglio. È partito da Londra il 7 luglio con un breve cronoprologo e si è concluso il 29 luglio a Parigi, sugli Champs-Elysées, secondo tradizione.
Fu vinto dallo scalatore spagnolo Alberto Contador, al suo primo trionfo in un Grande Giro.
Contador (al primo podio della carriera al Tour), concluse in 91h00'26" dopo aver portato la maglia gialla al termine delle ultime quattro frazioni sulle ventuno previste (considerando in questo còmputo totale anche il cronoprologo iniziale). 
Il madrileno, prima di acquisire il simbolo del primato, era già da tre tappe il secondo in classifica dietro allo scalatore danese Michael Rasmussen, contro il quale stava ingaggiando epici duelli nelle salite. Tuttavia, al termine della sedicesima frazione, Rasmussen terminò la competizione: l'organizzazione del Tour non lo squalificò, ma lo costrinse ad abbandonare la corsa a seguito della "non negatività" alla Dynepo (considerata EPO di seconda generazione) ad un controllo effettuato durante la corsa, spingendo la sua stessa squadra, la Rabobank, ad obbligarlo al ritiro per aver mentito sui luoghi di allenamento in preparazione della corsa a tappe francese.
Si trattò della nona edizione della corsa a tappe francese che vide la vittoria di un corridore di nazionalità spagnola.
A soli 23 secondi dal vincitore Contador, si piazzò al secondo posto della classifica generale il passista-cronoman australiano Cadel Evans (al primo podio nella Grande Boucle).
Al terzo posto della graduatoria generale si classificò un altro spagnolo, lo scalatore Carlos Sastre, al secondo podio ottenuto al Tour dopo un altro terzo posto conseguito nell'edizione precedente. Curiosamente, questi due podi al Tour Sastre li ottenne tempo dopo la fine della corsa a tappe, scalando in entrambi i casi una posizione (dalla quarta alla terza) approfittando delle squalifiche per doping inflitte nel 2006 al passista Floyd Landis e nel 2007 al passista-cronoman Levi Leipheimer, entrambi statunitensi.
Inizialmente il terzo posto della classifica generale, a soli 31 secondi dal vincitore Contador, lo aveva ottenuto proprio lo statunitense Levi Leipheimer.
Per Leipheimer (tra l'altro compagno di squadra di Contador) sarebbe stato l'unico podio della carriera raccolto nella Grande Boucle; tuttavia, nel 2012, lo statunitense venne squalificato per doping. 
Quattro furono i corridori a vincere, in questa edizione, il maggior numero di frazioni (due ciascuno) sulle ventuno previste: Michael Rasmussen (poi cacciato dalla sua squadra mentre era in maglia gialla e, successivamente, squalificato per doping), Fabian Cancellara, Daniele Bennati e Tom Boonen.
Nell'edizione successiva (quella del 2008) del Tour l'organizzazione non inviterà il team kazako dell'Astana (nuova squadra cui approdarono Leipheimer e Contador dall'esperienza alla ormai disciolta Discovery Channel), punendola proprio per il caso-Leipheimer. 
Ciò impedì a Contador (all'epoca risultato estraneo a pratiche dopanti, al contrario del compagno reo-confesso Leipheimer) di poter difendere sulle strade francesi del 2008 il titolo di Campione uscente del Tour conquistato nel 2007.

## Tappe
| Tappa  | Data      | Percorso                                        | km      | Vincitore di tappa              | Leader cl. generale |
| ------ | --------- | ----------------------------------------------- | ------- | ------------------------------- | ------------------- |
| Prol.  | 7 luglio  | Londra (GBR) > Londra (GBR) (cron. individuale) | 7,9     | Fabian Cancellara               | Fabian Cancellara   |
| 1ª     | 8 luglio  | Londra (GBR) > Canterbury (GBR)                 | 203     | Robbie McEwen                   | Fabian Cancellara   |
| 2ª     | 9 luglio  | Dunkerque > Gand (BEL)                          | 168,5   | Gert Steegmans                  | Fabian Cancellara   |
| 3ª     | 10 luglio | Waregem (BEL) > Compiègne                       | 236     | Fabian Cancellara               | Fabian Cancellara   |
| 4ª     | 11 luglio | Villers-Cotterêts > Joigny                      | 193     | Thor Hushovd                    | Fabian Cancellara   |
| 5ª     | 12 luglio | Chablis > Autun                                 | 182,5   | Filippo Pozzato                 | Fabian Cancellara   |
| 6ª     | 13 luglio | Semur-en-Auxois > Bourg-en-Bresse               | 199,5   | Tom Boonen                      | Fabian Cancellara   |
| 7ª     | 14 luglio | Bourg-en-Bresse > Le Grand-Bornand              | 197,5   | Linus Gerdemann                 | Linus Gerdemann     |
| 8ª     | 15 luglio | Le Grand-Bornand > Tignes                       | 165     | Michael Rasmussen               | Michael Rasmussen   |
|        | 16 luglio | giorno di riposo                                |         |                                 |                     |
| 9ª     | 17 luglio | Val-d'Isère > Briançon                          | 159,5   | Mauricio Soler                  | Michael Rasmussen   |
| 10ª    | 18 luglio | Tallard > Marsiglia                             | 229,5   | Cédric Vasseur                  | Michael Rasmussen   |
| 11ª    | 19 luglio | Marsiglia > Montpellier                         | 182,5   | Robert Hunter                   | Michael Rasmussen   |
| 12ª    | 20 luglio | Montpellier > Castres                           | 178,5   | Tom Boonen                      | Michael Rasmussen   |
| 13ª    | 21 luglio | Albi > Albi (cron. individuale)                 | 54      | Aleksandr Vinokurov Cadel Evans | Michael Rasmussen   |
| 14ª    | 22 luglio | Mazamet > Plateau de Beille                     | 197     | Alberto Contador                | Michael Rasmussen   |
| 15ª    | 23 luglio | Foix > Loudenvielle-Le Louron                   | 196     | Aleksandr Vinokurov Kim Kirchen | Michael Rasmussen   |
|        | 24 luglio | giorno di riposo                                |         |                                 |                     |
| 16ª    | 25 luglio | Orthez > Gourette-Colle d'Aubisque              | 218,5   | Michael Rasmussen               | Michael Rasmussen   |
| 17ª    | 26 luglio | Pau > Castelsarrasin                            | 188,5   | Daniele Bennati                 | Alberto Contador    |
| 18ª    | 27 luglio | Cahors > Angoulême                              | 211     | Sandy Casar                     | Alberto Contador    |
| 19ª    | 28 luglio | Cognac > Angoulême (cron. individuale)          | 55,5    | Levi Leipheimer Cadel Evans     | Alberto Contador    |
| 20ª    | 29 luglio | Marcoussis > Parigi Champs-Élysées              | 146     | Daniele Bennati                 | Alberto Contador    |
| Totale | Totale    | Totale                                          | 3 569,6 |                                 |                     |

## Squadre e corridori partecipanti
| N.      | Cod. | Squadra           |
| ------- | ---- | ----------------- |
| 11-19   | GCE  | Caisse d'Epargne  |
| 21-29   | TMO  | T-Mobile Team     |
| 31-39   | CSC  | Team CSC          |
| 41-49   | PRL  | Predictor-Lotto   |
| 51-59   | RAB  | Rabobank          |
| 61-69   | A2R  | AG2R Prévoyance   |
| 71-79   | EUS  | Euskaltel-Euskadi |
| 81-89   | LAM  | Lampre-Fondital   |
| 91-99   | GST  | Gerolsteiner      |
| 101-109 | C.A  | Crédit Agricole   |
| 111-119 | DSC  | Discovery Channel |

| N.      | Cod. | Squadra                          |
| ------- | ---- | -------------------------------- |
| 121-129 | BTL  | Bouygues Télécom                 |
| 131-139 | AGR  | Agritubel                        |
| 141-149 | COF  | Cofidis, le Crédit par Téléphone |
| 151-159 | LIQ  | Liquigas                         |
| 161-169 | FDJ  | Française des Jeux               |
| 171-179 | QSI  | Quick Step-Innergetic            |
| 181-189 | MRM  | Team Milram                      |
| 191-199 | AST  | Astana Team                      |
| 201-209 | SDV  | Saunier Duval-Prodir             |
| 211-219 | BAR  | Barloworld                       |

## Resoconto degli eventi
I corridori partecipanti furono 189.  Di questi 141 arrivarono al traguardo finale di Parigi; dopo l'esclusione posteriore di Iban Mayo, i corridori effettivamente classificati sono 140.  Le squadre partecipanti furono: 6 francesi, 3 italiane, 3 spagnole, 2 belghe, 2 tedesche, 1 olandese, 1 danese, 1 svizzera, 1 statunitense, 1 britannica.  I corridori partecipanti furono: 40 spagnoli, 37 francesi, 19 tedeschi, 18 italiani, 13 belgi, 7 olandesi, 6 australiani, 6 statunitensi, 6 russi, 5 svizzeri, 5 britannici, 4 kazaki, 3 austriaci, 3 colombiani, 2 norvegesi, 2 lussemburghesi, 2 ucraini, 2 bielorussi, 1 sloveno, 1 portoghese, 1 sudafricano, 1 neozelandese, 1 svedese, 1 finlandese, 1 brasiliano, 1 danese, 1 lituano.
Per la prima volta nella storia la corsa partì senza il numero 1, in quanto il Tour 2006 era ancora senza vincitore a causa del ricorso pendente dello squalificato Floyd Landis. Il primo numero assegnato fu l'11 sulle spalle di Óscar Pereiro, che si era classificato secondo nella precedente edizione.
La corsa venne turbata per l'ennesima volta da avvenimenti relativi al doping: il kazako Aleksandr Vinokurov, vincitore di due tappe, e l'italiano Cristian Moreni risultarono positivi, rispettivamente per eterotrasfusione e testosterone, e subito furono squalificati insieme alle loro squadre, la Astana (che aveva ben due corridori nei primi 10 al momento dell'esclusione) e la Cofidis. In più, pochi giorni dopo la conclusione, emerse anche la positività all'EPO dello spagnolo Iban Mayo, classificatosi sedicesimo.
Ma l'avvenimento più eclatante fu sicuramente l'esclusione in piena corsa della corrente maglia gialla Michael Rasmussen, avvenuta dopo la sedicesima tappa, una frazione pirenaica vinta dal danese, che in questo modo ribadiva la sua superiorità e vedeva sempre più vicina la vittoria. Per il corridore risultò decisivo l'aver mentito quando, a metà giugno, gli fu chiesto di rivelare la sua posizione per sottoporsi a dei controlli antidoping: nonostante avesse dichiarato di trovarsi in Messico, grazie ad alcune frasi (involontarie) in diretta televisiva per la RAI dell'ex-ciclista Davide Cassani, si scoprì che in realtà si trovava in Trentino-Alto Adige ad allenarsi.
Rasmussen, senza comunque essere stato trovato positivo ad alcun test, venne licenziato dalla propria squadra che, quindi, al contrario di Astana e Cofidis, poté rimanere in gara con gli altri suoi corridori.

## Dettagli delle tappe

### Prologo
- 7 luglio: Londra (Regno Unito) > Londra (Regno Unito) – Cronometro individuale – 7,9 km

Risultati
| Pos. | Corridore         | Squadra       | Tempo |
| ---- | ----------------- | ------------- | ----- |
| 1    | Fabian Cancellara | Team CSC      | 8'50" |
| 2    | Andreas Klöden    | Astana        | a 13" |
| 3    | George Hincapie   | Discovery Ch. | a 23" |

| Pos. | Corridore         | Squadra       | Tempo |
| ---- | ----------------- | ------------- | ----- |
| 1    | Fabian Cancellara | Team CSC      | 8'50" |
| 2    | Andreas Klöden    | Astana        | a 13" |
| 3    | George Hincapie   | Discovery Ch. | a 23" |

Descrizione e riassunto
Il Tour è partito da Londra con un classico cronoprologo di 7,9 km. La frazione è stata vinta dallo svizzero Fabian Cancellara, campione del mondo a cronometro in carica, con il tempo di 8'50" e la media di 53,7 km/h. Tra i ciclisti partiti con ambizioni di classifica, si sono classificati bene il tedesco Andreas Klöden, secondo a 13" dal vincitore e beffato alla fine, il russo Vladimir Karpets, classificatosi a 26", e il kazako Aleksandr Vinokurov, a 30".

### 1ª tappa

Profilo altimetrico della 1ª tappa.

- 8 luglio: Londra (Regno Unito) > Canterbury (Regno Unito) – 203 km

Risultati
| Pos. | Corridore     | Squadra         | Tempo    |
| ---- | ------------- | --------------- | -------- |
| 1    | Robbie McEwen | Predictor       | 4h39'01" |
| 2    | Thor Hushovd  | Crédit Agricole | s.t.     |
| 3    | Tom Boonen    | Quick Step      | s.t.     |

| Pos. | Corridore         | Squadra       | Tempo    |
| ---- | ----------------- | ------------- | -------- |
| 1    | Fabian Cancellara | Team CSC      | 4h47'51" |
| 2    | Andreas Klöden    | Astana        | a 13"    |
| 3    | David Millar      | Saunier Duval | a 21"    |

Descrizione e riassunto
Prima tappa in linea della Grand Boucle, pianeggiante (anche se con tre Gran Premi della Montagna di quarta categoria) e adatta ai velocisti. Protagonista della frazione è stato il britannico David Millar, andato in fuga dopo soli 6,5 km e raggiunto poco dopo da quattro corridori, i francesi Stéphane Augé, Freddy Bichot, il bielorusso Aljaksandr Kučynski e l'ucraino Andrij Hrivko. I cinque hanno ottenuto un massimo vantaggio di 6'10" al chilometro 110, per essere poi ripresi uno dopo l'altro (ultimo Augé a 18 km) dal gruppo.
La tappa si è risolta, come previsto, in volata, e a prevalere è stato l'australiano Robbie McEwen, che ha staccato nell'ordine Thor Hushovd, Boonen, Sébastien Chavanel e Romain Feillu. Diverse cadute, compresa quella dello stesso McEwen, poi vincitore, a 22 km dal traguardo.

### 2ª tappa
- 9 luglio: Dunkerque > Gand (Belgio) – 168,5 km

Risultati
| Pos. | Corridore       | Squadra    | Tempo    |
| ---- | --------------- | ---------- | -------- |
| 1    | Gert Steegmans  | Quick Step | 3h48'22" |
| 2    | Tom Boonen      | Quick Step | s.t.     |
| 3    | Filippo Pozzato | Liquigas   | s.t.     |

| Pos. | Corridore         | Squadra       | Tempo    |
| ---- | ----------------- | ------------- | -------- |
| 1    | Fabian Cancellara | Team CSC      | 8h36'13" |
| 2    | Andreas Klöden    | Astana        | a 13"    |
| 3    | David Millar      | Saunier Duval | a 21"    |

Descrizione e riassunto

Profilo altimetrico della 2ª tappa.

La seconda tappa del Tour de France, completamente pianeggiante, portava da Dunkerque a Gand e presentava un altro arrivo adatto ai velocisti. La frazione è stata caratterizzata dalla fuga, durata 140 km, di tre corridori, lo spagnolo Rubén Pérez (Euskaltel-Euskadi), il francese Cédric Hervé (Agritubel) e il tedesco Marcel Sieberg (Team Milram).
Si sono verificate diverse cadute sull'asfalto reso viscido dalla pioggia. In una di queste, a 2,5 km dal traguardo, è rimasto coinvolta anche la maglia gialla Fabian Cancellara: lo svizzero, pur dolorante ad un gomito, ha tagliato il traguardo con 2'30" di ritardo potendo però mantenere il simbolo del primato grazie alla neutralizzazione dei tempi negli ultimi 3 km.
Sul rettilineo finale, in una volata che ha visto protagonisti solo 20 corridori, a spuntarla sono stati i due belgi della Quick Step, Gert Steegmans e Tom Boonen. Curiosamente, la tappa è stata vinta al fotofinish non da Boonen ma da Steegmans, che aveva tirato la volata al compagno di squadra. Terzo al traguardo l'italiano Filippo Pozzato.

### 3ª tappa

Profilo altimetrico della 3ª tappa.

- 10 luglio: Waregem (Belgio) > Compiègne – 236 km

Risultati
| Pos. | Corridore         | Squadra  | Tempo    |
| ---- | ----------------- | -------- | -------- |
| 1    | Fabian Cancellara | Team CSC | 6h36'15" |
| 2    | Erik Zabel        | Milram   | s.t.     |
| 3    | Danilo Napolitano | Lampre   | s.t.     |

| Pos. | Corridore         | Squadra       | Tempo     |
| ---- | ----------------- | ------------- | --------- |
| 1    | Fabian Cancellara | Team CSC      | 15h12'08" |
| 2    | Andreas Klöden    | Astana        | a 33"     |
| 3    | David Millar      | Saunier Duval | a 41"     |

Descrizione e riassunto
Anche la terza tappa, la più lunga del Tour, con partenza in Belgio e arrivo a Compiègne, presentava percorso praticamente piatto, escluso un Gran Premio della Montagna di quarta categoria. La frazione ha avuto come protagonisti iniziali due corridori francesi, Vogondy (Agritubel) e Ladagnous (Française des Jeux); andati in fuga dopo soli 6 km, i due sono stati ripresi al chilometro 172 dall'altro francese Stéphane Augé (maglia a pois a fine giornata) e dal belga Willems.
Il vantaggio dei quattro, però, è andato via via esaurendosi grazie al lavoro della CSC. A 800 metri dall'arrivo è scattato Fabian Cancellara (CSC): dopo aver ripreso i fuggitivi a soli 500 metri dal traguardo, lo svizzero, leader della generale, è andato a trionfare in volata anticipando il ritorno dei velocisti (Erik Zabel è giunto secondo e Danilo Napolitano terzo). Con il successo di tappa e l'abbuono al traguardo, Cancellara ha anche aumentato di 20" il proprio vantaggio su Klöden.

### 4ª tappa

Profilo altimetrico della 4ª tappa.

- 11 luglio: Villers-Cotterêts > Joigny – 193 km

Risultati
| Pos. | Corridore     | Squadra         | Tempo    |
| ---- | ------------- | --------------- | -------- |
| 1    | Thor Hushovd  | Crédit Agricole | 4h37'47" |
| 2    | Robert Hunter | Barloworld      | s.t.     |
| 3    | Óscar Freire  | Rabobank        | s.t.     |

| Pos. | Corridore         | Squadra         | Tempo     |
| ---- | ----------------- | --------------- | --------- |
| 1    | Fabian Cancellara | Team CSC        | 19h49'55" |
| 2    | Thor Hushovd      | Crédit Agricole | a 29"     |
| 3    | Andreas Klöden    | Astana          | a 33"     |

Descrizione e riassunto
Quarta tappa ancora pianeggiante, con solo quattro Gran Premi della Montagna di quarta categoria. La corsa è stata caratterizzata dalla lunga fuga, partita al chilometro 30, di cinque corridori, gli spagnoli Flecha (Rabobank) e Verdugo (Euskaltel-Euskadi), i francesi Sprick (Bouygues Télécom) e Sylvain Chavanel (Cofidis), e il tedesco Knees (Team Milram).
I cinque hanno raggiunto un massimo vantaggio di 4 minuti, per poi essere ripresi dal gruppo a soli 5 km dall'arrivo. Come nelle tappe precedenti, la frazione si è decisa con una volata. A prevalere è stato il norvegese Thor Hushovd (Crédit Agricole), al primo successo stagionale, che sul traguardo ha preceduto il sudafricano Robert Hunter (Barloworld), lo spagnolo Óscar Freire (Rabobank) e il tedesco Erik Zabel (Milram). Cancellara ha conservato la maglia gialla, mentre Hushovd, grazie all'abbuono di 20", si è portato al secondo posto nella generale.

### 5ª tappa

Profilo altimetrico della 5ª tappa.

- 12 luglio: Chablis > Autun – 182,5 km

Risultati
| Pos. | Corridore       | Squadra  | Tempo    |
| ---- | --------------- | -------- | -------- |
| 1    | Filippo Pozzato | Liquigas | 4h39'01" |
| 2    | Óscar Freire    | Rabobank | s.t.     |
| 3    | Daniele Bennati | Lampre   | s.t.     |

| Pos. | Corridore         | Squadra  | Tempo     |
| ---- | ----------------- | -------- | --------- |
| 1    | Fabian Cancellara | Team CSC | 24h28'56" |
| 2    | Andreas Klöden    | Astana   | a 33"     |
| 3    | Filippo Pozzato   | Liquigas | a 35"     |

Descrizione e riassunto
La quinta tappa, 182,5 km da Chablis ad Autun, presentava un percorso vallonato con un Gran Premio della Montagna di terza categoria a 8,5 km dal traguardo. Anche in questa frazione si è presto staccata, dopo 20 km, una fuga composta da tre ciclisti, i francesi Sylvain Chavanel (Cofidis) e Bonnet (Crédit Agricole) e il belga Gilbert (Française des Jeux); a essi si è aggiunto, 40 km dopo, l'italiano Cheula (Barloworld). Il gruppo ha però rimontato e ripreso i quattro fuggitivi, prima Cheula e Bonnet, poi, a 8 km dal termine, Chavanel (nuova maglia a pois) e Gilbert.
Sono cominciati quindi gli scatti, tutti infruttuosi, di diversi corridori. La tappa si è infine risolta con una volata nella quale l'italiano Filippo Pozzato (Liquigas) ha avuto la meglio sullo spagnolo Óscar Freire e sull'altro italiano Daniele Bennati. Cancellara, protagonista di un dritto in discesa senza conseguenze, ha mantenuto la maglia gialla, mentre Pozzato, in virtù dell'abbuono, è balzato al terzo posto nella generale.
Da segnalare le cadute di Andreas Klöden (sospetta frattura del coccige), che non ha comunque subito ritardi, e quella, a 24 km dall'arrivo, di Aleksandr Vinokurov, che ha invece perso 1'20" da Cancellara.

### 6ª tappa

Profilo altimetrico della 6ª tappa.

- 13 luglio: Semur-en-Auxois > Bourg-en-Bresse – 199,5 km

Risultati
| Pos. | Corridore    | Squadra    | Tempo    |
| ---- | ------------ | ---------- | -------- |
| 1    | Tom Boonen   | Quick Step | 5h20'29" |
| 2    | Óscar Freire | Rabobank   | s.t.     |
| 3    | Erik Zabel   | Milram     | s.t.     |

| Pos. | Corridore         | Squadra  | Tempo     |
| ---- | ----------------- | -------- | --------- |
| 1    | Fabian Cancellara | Team CSC | 29h49'55" |
| 2    | Andreas Klöden    | Astana   | a 33"     |
| 3    | Filippo Pozzato   | Liquigas | a 35"     |

Descrizione e riassunto
La sesta tappa del Tour de France era caratterizzata da un percorso piano, con soli due Gran Premi della Montagna di quarta categoria. Protagonista della giornata è stato il britannico Bradley Wiggins (Cofidis), partito in fuga solitaria dopo soli due chilometri dal via. Wiggins, oro olimpico nell'inseguimento ai Giochi di Atene 2004, è arrivato ad avere un massimo vantaggio di 17'30" prima che il gruppo, con in testa la CSC, cominciasse a tirare e lo raggiungesse a soli 7 chilometri dal traguardo.
L'arrivo, nuovamente in volata, ha infine visto lo scatto vincente del belga Tom Boonen (Quick Step) sullo spagnolo Óscar Freire e sul tedesco Erik Zabel. Cancellara ha mantenuto la maglia gialla, mentre Boonen ha fatto sua la maglia verde.

### 7ª tappa

Profilo altimetrico della 7ª tappa.

- 14 luglio: Bourg-en-Bresse > Le Grand-Bornand – 197,5 km

Risultati
| Pos. | Corridore          | Squadra       | Tempo    |
| ---- | ------------------ | ------------- | -------- |
| 1    | Linus Gerdemann    | T-Mobile      | 4h53'13" |
| 2    | Iñigo Landaluze    | Euskaltel     | a 40"    |
| 3    | David de la Fuente | Saunier Duval | a 1'39"  |

| Pos. | Corridore          | Squadra       | Tempo     |
| ---- | ------------------ | ------------- | --------- |
| 1    | Linus Gerdemann    | T-Mobile      | 34h43'40" |
| 2    | Iñigo Landaluze    | Euskaltel     | a 1'24"   |
| 3    | David de la Fuente | Saunier Duval | a 2'45"   |

Descrizione e riassunto
La settima tappa della corsa, la prima montagnosa, presentava come principale ostacolo il Col de la Colombière, massiccio di 1618 m sul quale era situato, 14,5 km prima del traguardo, un Gran Premio della Montagna di prima categoria. Al chilometro 40 è partita la fuga decisiva: sono andati via in nove (Gerdemann, Pérez, Fofonov, Martínez, Lefèvre, Vaugrenard, Landaluze, Savoldelli e de la Fuente), e a essi si sono in seguito aggiunti due drappelli di tre corridori (Iván Gutiérrez, Flecha e Tankink prima, Elmiger, Wegmann e Pineau dopo). Il gruppetto dei 15 è arrivato compatto al Col de la Colombière con 5 minuti di vantaggio sul peloton, e qui è scattato Linus Gerdemann.
Il tedesco è giunto solo al traguardo con 40" su Landaluze, 1'39" su de la Fuente e 3'38" sul gruppo dei migliori (escluso Mauricio Soler, che, scattato in salita, ha guadagnato 1'22" sugli altri capitani). Fabian Cancellara è ha tagliato il traguardo con 22'47" di ritardo e, come previsto, ha dovuto cedere il simbolo del primato, passato sulle spalle del vincitore di giornata Gerdemann.

### 8ª tappa

Profilo altimetrico dell'8ª tappa.

- 15 luglio: Le Grand-Bornand > Tignes – 165 km

Risultati
| Pos. | Corridore          | Squadra       | Tempo    |
| ---- | ------------------ | ------------- | -------- |
| 1    | Michael Rasmussen  | Rabobank      | 4h49'40" |
| 2    | Iban Mayo          | Saunier Duval | a 2'47"  |
| 3    | Alejandro Valverde | C. d'Epargne  | a 3'12"  |

| Pos. | Corridore         | Squadra       | Tempo     |
| ---- | ----------------- | ------------- | --------- |
| 1    | Michael Rasmussen | Rabobank      | 39h37'42" |
| 2    | Linus Gerdemann   | T-Mobile      | a 43"     |
| 3    | Iban Mayo         | Saunier Duval | a 2'39"   |

Descrizione e riassunto
L'ottava tappa del Tour de France, 165 km tra Savoia e Alta Savoia, presentava un tipico percorso alpino con ben tre Gran Premi della Montagna di prima categoria, il Cormet de Roselend di 1967 m a 65,5 km dal traguardo, il Montée d'Hauteville di 1639 m a 28,5 km dal traguardo, e il Montée de Tignes all'arrivo, a 2088 m.
La frazione ha avuto come assoluto protagonista il danese Michael Rasmussen (Rabobank), giunto vincitore in solitaria a Tignes dopo essere andato in fuga assieme ad altri 17 uomini pochi chilometri dopo il via. Dietro di lui si sono classificati gli spagnoli Iban Mayo, a 2'37", e Alejandro Valverde, a 3'12".
In classifica Rasmussen, che al mattino era in 39ª posizione, è risalito fino a conquistare maglia gialla e maglia a pois. Linus Gerdemann ha mantenuto il secondo posto, mentre dietro di lui si sono avvicinati, fra gli altri, Mayo, Valverde, Cadel Evans e Alberto Contador. Aleksandr Vinokurov e Andreas Klöden hanno perso 4'30", Michael Rogers si è invece ritirato per infortunio.

### 9ª tappa
- 17 luglio: Val-d'Isère > Briançon – 159,5 km

Risultati
| Pos. | Corridore          | Squadra      | Tempo    |
| ---- | ------------------ | ------------ | -------- |
| 1    | Mauricio Soler     | Barloworld   | 4h14'24" |
| 2    | Alejandro Valverde | C. d'Epargne | a 38"    |
| 3    | Cadel Evans        | PRL          | s.t.     |

| Pos. | Corridore          | Squadra       | Tempo     |
| ---- | ------------------ | ------------- | --------- |
| 1    | Michael Rasmussen  | Rabobank      | 43h52'48" |
| 2    | Alejandro Valverde | C. d'Epargne  | a 2'35"   |
| 3    | Iban Mayo          | Saunier Duval | a 2'39"   |

Descrizione e riassunto

Profilo altimetrico della 9ª tappa.

Decima tappa del Tour de France, la nona in linea, giunta dopo un giorno di riposo, vinta da Mauricio Soler che raggiunge i fuggitivi della prima ora e li stacca sul Colle del Télégraphe scalandosi da solo il temibile Colle del Galibier.

### 10ª tappa
- 18 luglio: Tallard > Marsiglia – 229,5 km

Risultati
| Pos. | Corridore        | Squadra     | Tempo    |
| ---- | ---------------- | ----------- | -------- |
| 1    | Cédric Vasseur   | Quick Step  | 5h20'24" |
| 2    | Sandy Casar      | F. des Jeux | s.t.     |
| 3    | Michael Albasini | Liquigas    | s.t.     |

| Pos. | Corridore          | Squadra       | Tempo     |
| ---- | ------------------ | ------------- | --------- |
| 1    | Michael Rasmussen  | Rabobank      | 49h23'48" |
| 2    | Alejandro Valverde | C. d'Epargne  | a 2'35"   |
| 3    | Iban Mayo          | Saunier Duval | a 2'39"   |

Descrizione e riassunto

Profilo altimetrico della 10ª tappa.

Undicesima tappa del Tour de France, la decima in linea, relativamente pianeggiante, decisa da una fuga di un nutrito gruppo di uomini che ha visto primeggiare Cédric Vasseur.

### 11ª tappa
- 19 luglio: Marsiglia > Montpellier – 182,5 km

Risultati
| Pos. | Corridore         | Squadra    | Tempo    |
| ---- | ----------------- | ---------- | -------- |
| 1    | Robert Hunter     | Barloworld | 3h47'50" |
| 2    | Fabian Cancellara | Team CSC   | s.t.     |
| 3    | Murilo Fischer    | Liquigas   | s.t.     |

| Pos. | Corridore          | Squadra       | Tempo     |
| ---- | ------------------ | ------------- | --------- |
| 1    | Michael Rasmussen  | Rabobank      | 53h11'38" |
| 2    | Alejandro Valverde | C. d'Epargne  | a 2'35"   |
| 3    | Iban Mayo          | Saunier Duval | a 2'39"   |

Descrizione e riassunto

Profilo altimetrico dell'11ª tappa.

Dodicesima tappa del Tour de France, l'undicesima in linea, pianeggiante, finita come da previsioni in uno sprint di gruppo dominato dal sudafricano della Barloworld Robert Hunter.

### 12ª tappa
- 20 luglio: Montpellier > Castres – 178,5 km

Risultati
| Pos. | Corridore     | Squadra    | Tempo    |
| ---- | ------------- | ---------- | -------- |
| 1    | Tom Boonen    | Quick Step | 4h25'32" |
| 2    | Erik Zabel    | Milram     | s.t.     |
| 3    | Robert Hunter | Barloworld | s.t.     |

| Pos. | Corridore          | Squadra       | Tempo     |
| ---- | ------------------ | ------------- | --------- |
| 1    | Michael Rasmussen  | Rabobank      | 57h37'10" |
| 2    | Alejandro Valverde | C. d'Epargne  | a 2'35"   |
| 3    | Iban Mayo          | Saunier Duval | a 2'39"   |

Descrizione e riassunto

Profilo altimetrico della 12ª tappa.

Tredicesima tappa del Tour de France, la dodicesima in linea, pianeggiante, finita in uno sprint di gruppo.

### 13ª tappa

Profilo altimetrico della 13ª tappa.

- 21 luglio: Albi > Albi – Cronometro individuale – 54 km

Risultati
| Pos. | Corridore       | Squadra   | Tempo    |
| ---- | --------------- | --------- | -------- |
| 1    | Cadel Evans     | Predictor | 1h07'48" |
| 2    | Andreas Klöden  | Astana    | a 25"    |
| 3    | Andrej Kašečkin | Astana    | a 30"    |

| Pos. | Corridore         | Squadra       | Tempo     |
| ---- | ----------------- | ------------- | --------- |
| 1    | Michael Rasmussen | Rabobank      | 58h46'39" |
| 2    | Cadel Evans       | Predictor     | a 1'00"   |
| 3    | Alberto Contador  | Discovery Ch. | a 2'31"   |

Descrizione e riassunto
Tredicesima tappa del Tour de France, la prima cronometro. La frazione, vinta da Aleksandr Vinokurov, verrà poi assegnata al secondo, Cadel Evans, a seguito della positività del kazako.

### 14ª tappa

Profilo altimetrico della 14ª tappa.

- 22 luglio: Mazamet > Plateau de Beille – 197 km

Risultati
| Pos. | Corridore         | Squadra       | Tempo    |
| ---- | ----------------- | ------------- | -------- |
| 1    | Alberto Contador  | Discovery Ch. | 5h25'48" |
| 2    | Michael Rasmussen | Rabobank      | s.t.     |
| 3    | Mauricio Soler    | Barloworld    | a 37"    |

| Pos. | Corridore         | Squadra       | Tempo     |
| ---- | ----------------- | ------------- | --------- |
| 1    | Michael Rasmussen | Rabobank      | 64h12'15" |
| 2    | Alberto Contador  | Discovery Ch. | a 2'23"   |
| 3    | Cadel Evans       | Predictor     | a 3'04"   |

### 15ª tappa

Profilo altimetrico della 15ª tappa.

- 23 luglio: Foix > Loudenvielle-Le Louron – 196 km

Risultati
| Pos. | Corridore       | Squadra       | Tempo    |
| ---- | --------------- | ------------- | -------- |
| 1    | Kim Kirchen     | T-Mobile      | 5h35'19" |
| 2    | Haimar Zubeldia | Euskaltel     | s.t.     |
| 3    | Juan José Cobo  | Saunier Duval | a 7"     |

| Pos. | Corridore         | Squadra       | Tempo     |
| ---- | ----------------- | ------------- | --------- |
| 1    | Michael Rasmussen | Rabobank      | 69h52'14" |
| 2    | Alberto Contador  | Discovery Ch. | a 2'23"   |
| 3    | Cadel Evans       | Predictor     | a 4'00"   |

### 16ª tappa

Profilo altimetrico della 16ª tappa.

- 25 luglio: Orthez > Gourette-Colle d'Aubisque – 218,5 km

Risultati
| Pos. | Corridore         | Squadra       | Tempo    |
| ---- | ----------------- | ------------- | -------- |
| 1    | Michael Rasmussen | Rabobank      | 6h23'21" |
| SQ   | Levi Leipheimer   | Discovery Ch. | a 26"    |
| 2    | Alberto Contador  | Discovery Ch. | a 35"    |

| Pos. | Corridore         | Squadra       | Tempo     |
| ---- | ----------------- | ------------- | --------- |
| 1    | Michael Rasmussen | Rabobank      | 76h15'15" |
| 2    | Alberto Contador  | Discovery Ch. | a 3'10"   |
| 3    | Cadel Evans       | Predictor     | a 5'03"   |

### 17ª tappa

Profilo altimetrico della 17ª tappa.

- 26 luglio: Pau > Castelsarrasin – 188,5 km

Risultati
| Pos. | Corridore       | Squadra      | Tempo    |
| ---- | --------------- | ------------ | -------- |
| 1    | Daniele Bennati | Lampre       | 4h14'04" |
| 2    | Markus Fothen   | Gerolsteiner | s.t.     |
| 3    | Martin Elmiger  | AG2R Prév.   | s.t.     |

| Pos. | Corridore        | Squadra       | Tempo     |
| ---- | ---------------- | ------------- | --------- |
| 1    | Alberto Contador | Discovery Ch. | 80h42'08" |
| 2    | Cadel Evans      | Predictor     | a 1'53"   |
| SQ   | Levi Leipheimer  | Discovery Ch. | a 2'49"   |

### 18ª tappa

Profilo altimetrico della 18ª tappa.

- 27 luglio: Cahors > Angoulême – 211 km

Risultati
| Pos. | Corridore       | Squadra       | Tempo    |
| ---- | --------------- | ------------- | -------- |
| 1    | Sandy Casar     | F. des Jeux   | 5h13'31" |
| 2    | Axel Merckx     | T-Mobile      | a 1"     |
| 3    | Laurent Lefèvre | Bouygues Tél. | s.t.     |

| Pos. | Corridore        | Squadra       | Tempo     |
| ---- | ---------------- | ------------- | --------- |
| 1    | Alberto Contador | Discovery Ch. | 86h04'16" |
| 2    | Cadel Evans      | Predictor     | a 1'50"   |
| SQ   | Levi Leipheimer  | Discovery Ch. | a 2'49"   |

### 19ª tappa

Profilo altimetrico della 19ª tappa.

- 28 luglio: Cognac > Angoulême – Cronometro individuale – 55,5 km

Risultati
| Pos. | Corridore        | Squadra       | Tempo    |
| ---- | ---------------- | ------------- | -------- |
| SQ   | Levi Leipheimer  | Discovery Ch. | 1h02'44" |
| 1    | Cadel Evans      | Predictor     | a 51"    |
| 2    | Vladimir Karpets | C. d'Epargne  | a 1'56"  |

| Pos. | Corridore        | Squadra       | Tempo     |
| ---- | ---------------- | ------------- | --------- |
| 1    | Alberto Contador | Discovery Ch. | 87h04'18" |
| 2    | Cadel Evans      | Predictor     | a 23"     |
| SQ   | Levi Leipheimer  | Discovery Ch. | a 31"     |

Nell'ultima occasione per ribaltare il Tour lo spagnolo Contador parte con 1'50" di vantaggio su Cadel Evans, più adatto di lui nelle prove contro il tempo. Sebbene l'australiano disputi una ottima cronometro, piazzandosi secondo dietro a Leipheimer, lo spagnolo riesce a limitare i danni e a mantenere la maglia gialla sul suo rivale per soli 23" .

### 20ª tappa

Profilo altimetrico della 19ª tappa.

- 29 luglio: Marcoussis > Parigi Champs-Élysées – 146 km

Risultati
| Pos. | Corridore       | Squadra         | Tempo    |
| ---- | --------------- | --------------- | -------- |
| 1    | Daniele Bennati | Lampre          | 3h51'03" |
| 2    | Thor Hushovd    | Crédit Agricole | s.t.     |
| 3    | Erik Zabel      | Milram          | s.t.     |

| Pos. | Corridore        | Squadra       | Tempo     |
| ---- | ---------------- | ------------- | --------- |
| 1    | Alberto Contador | Discovery Ch. | 91h00'26" |
| 2    | Cadel Evans      | Predictor     | a 23"     |
| SQ   | Levi Leipheimer  | Discovery Ch. | a 31"     |

## Evoluzione delle classifiche
| Tappa              | Vincitore                       | Classifica generale Maglia gialla | Classifica a punti Maglia verde | Classifica scalatori Maglia a pois | Classifica giovani Maglia bianca | Classifica a squadre Numero giallo |
| ------------------ | ------------------------------- | --------------------------------- | ------------------------------- | ---------------------------------- | -------------------------------- | ---------------------------------- |
| Prol.              | Fabian Cancellara               | Fabian Cancellara                 | Fabian Cancellara               | non assegnata                      | Vladimir Gusev                   | Astana                             |
| 1ª                 | Robbie McEwen                   | Fabian Cancellara                 | Robbie McEwen                   | David Millar                       | Vladimir Gusev                   | Astana                             |
| 2ª                 | Gert Steegmans                  | Fabian Cancellara                 | Tom Boonen                      | David Millar                       | Vladimir Gusev                   | Astana                             |
| 3ª                 | Fabian Cancellara               | Fabian Cancellara                 | Tom Boonen                      | Stéphane Augé                      | Vladimir Gusev                   | Astana                             |
| 4ª                 | Thor Hushovd                    | Fabian Cancellara                 | Tom Boonen                      | Stéphane Augé                      | Vladimir Gusev                   | Astana                             |
| 5ª                 | Filippo Pozzato                 | Fabian Cancellara                 | Erik Zabel                      | Sylvain Chavanel                   | Vladimir Gusev                   | Team CSC                           |
| 6ª                 | Tom Boonen                      | Fabian Cancellara                 | Tom Boonen                      | Sylvain Chavanel                   | Vladimir Gusev                   | Team CSC                           |
| 7ª                 | Linus Gerdemann                 | Linus Gerdemann                   | Tom Boonen                      | Sylvain Chavanel                   | Linus Gerdemann                  | T-Mobile Team                      |
| 8ª                 | Michael Rasmussen               | Michael Rasmussen                 | Tom Boonen                      | Michael Rasmussen                  | Linus Gerdemann                  | Rabobank                           |
| 9ª                 | Mauricio Soler                  | Michael Rasmussen                 | Tom Boonen                      | Michael Rasmussen                  | Alberto Contador                 | Caisse d'Epargne                   |
| 10ª                | Cédric Vasseur                  | Michael Rasmussen                 | Tom Boonen                      | Michael Rasmussen                  | Alberto Contador                 | Team CSC                           |
| 11ª                | Robert Hunter                   | Michael Rasmussen                 | Tom Boonen                      | Michael Rasmussen                  | Alberto Contador                 | Team CSC                           |
| 12ª                | Tom Boonen                      | Michael Rasmussen                 | Tom Boonen                      | Michael Rasmussen                  | Alberto Contador                 | Team CSC                           |
| 13ª                | Aleksandr Vinokurov Cadel Evans | Michael Rasmussen                 | Tom Boonen                      | Michael Rasmussen                  | Alberto Contador                 | Astana                             |
| 14ª                | Alberto Contador                | Michael Rasmussen                 | Tom Boonen                      | Michael Rasmussen                  | Alberto Contador                 | Discovery Channel                  |
| 15ª                | Aleksandr Vinokurov Kim Kirchen | Michael Rasmussen                 | Tom Boonen                      | Michael Rasmussen                  | Alberto Contador                 | Astana                             |
| 16ª                | Michael Rasmussen               | Michael Rasmussen                 | Tom Boonen                      | Mauricio Soler                     | Alberto Contador                 | Discovery Channel                  |
| 17ª                | Daniele Bennati                 | Alberto Contador                  | Tom Boonen                      | Mauricio Soler                     | Alberto Contador                 | Discovery Channel                  |
| 18ª                | Sandy Casar                     | Alberto Contador                  | Tom Boonen                      | Mauricio Soler                     | Alberto Contador                 | Discovery Channel                  |
| 19ª                | Levi Leipheimer Cadel Evans     | Alberto Contador                  | Tom Boonen                      | Mauricio Soler                     | Alberto Contador                 | Discovery Channel                  |
| 20ª                | Daniele Bennati                 | Alberto Contador                  | Tom Boonen                      | Mauricio Soler                     | Alberto Contador                 | Discovery Channel                  |
| Classifiche finali | Classifiche finali              | Alberto Contador                  | Tom Boonen                      | Mauricio Soler                     | Alberto Contador                 | Discovery Channel                  |

## Classifiche finali

### Classifica generale - Maglia gialla
| Pos. | Corridore          | Squadra       | Tempo     |
| ---- | ------------------ | ------------- | --------- |
| 1    | Alberto Contador   | Discovery Ch. | 91h00'26" |
| 2    | Cadel Evans        | Predictor     | a 23"     |
| SQ   | Levi Leipheimer    | Discovery Ch. | a 31"     |
| 3    | Carlos Sastre      | Team CSC      | a 7'08"   |
| 4    | Haimar Zubeldia    | Euskaltel     | a 8'17"   |
| 5    | Alejandro Valverde | C. d'Epargne  | a 11'37"  |
| 6    | Kim Kirchen        | T-Mobile      | a 12'18"  |
| 7    | Yaroslav Popovych  | Discovery Ch. | a 12'25"  |
| 8    | Mikel Astarloza    | Euskaltel     | a 14'14"  |
| 9    | Óscar Pereiro      | C. d'Epargne  | a 14'25"  |
| 10   | Mauricio Soler     | Barloworld    | a 16'51"  |

### Classifica a punti - Maglia verde
| Pos. | Corridore          | Squadra         | Punti |
| ---- | ------------------ | --------------- | ----- |
| 1    | Tom Boonen         | Quick Step      | 256   |
| 2    | Robert Hunter      | Barloworld      | 234   |
| 3    | Erik Zabel         | Milram          | 232   |
| 4    | Thor Hushovd       | Crédit Agricole | 186   |
| 5    | Sébastien Chavanel | F. des Jeux     | 181   |

### Classifica scalatori - Maglia a pois
| Pos. | Corridore         | Squadra       | Punti |
| ---- | ----------------- | ------------- | ----- |
| 1    | Mauricio Soler    | Barloworld    | 206   |
| 2    | Alberto Contador  | Discovery Ch. | 128   |
| 3    | Yaroslav Popovych | Discovery Ch. | 105   |
| 4    | Cadel Evans       | Predictor     | 92    |
| 5    | Laurent Lefèvre   | Bouygues Tél. | 85    |

### Classifica giovani - Maglia bianca
| Pos. | Corridore         | Squadra       | Tempo      |
| ---- | ----------------- | ------------- | ---------- |
| 1    | Alberto Contador  | Discovery Ch. | 91h00'26"  |
| 2    | Mauricio Soler    | Barloworld    | a 16'51"   |
| 3    | Amets Txurruka    | Euskaltel     | a 49'34"   |
| 4    | Bernhard Kohl     | Gerolsteiner  | a 1h13'27" |
| 5    | Kanstancin Siŭcoŭ | Barloworld    | a 1h15'16" |

### Classifica a squadre - Numero giallo
| Pos. | Squadra           | Tempo      |
| ---- | ----------------- | ---------- |
| 1    | Discovery Channel | 273h12'52" |
| 2    | Caisse d'Epargne  | a 19'36"   |
| 3    | Team CSC          | a 22'10"   |
| 4    | Rabobank          | a 36'24"   |
| 5    | Euskaltel-Euskadi | a 46'46"   |